# Crimes Famosos com Aphrodite Jones
True Crime with Aphrodite Jones (Crimes Famosos com Aphrodite Jones, no Brasil) é uma série televisa americana, em formato de documentário, do canal Investigation Discovery, apresentado por Aphrodite Jones. Aphrodite apresenta sua investigação sobre crimes, frequentemente acompanhada por vídeos, evidências e entrevistas.

## Episódios
| Temporada | Episódios | Estréia               | Final                 |
| --------- | --------- | --------------------- | --------------------- |
| 1         | 10        | 11 de março de 2010   | 13 de maio de 2010    |
| 2         | 10        | 31 de março de 2011   | 16 de junho de 2011   |
| 3         | 10        | 7 de janeiro de 2013  | 11 de março de 2013   |
| 4         | 13        | 17 de outubro de 2013 | 16 de janeiro de 2014 |
| 5         | 9         | 16 de março de 2015   | 25 de maio de 2015    |
| 6         | 10        | 2 de maio de 2016     | 18 de julho de 2016   |

ASA
ASA
ASA
ASA
ASA
ASA
ASA
ASA
ASA
ASA 